# Danse béarnaise
Les danses béarnaises sont les danses pratiquées traditionnellement dans le Béarn comme les sauts ou les Branlos, des danses effectuées en ronde.

## Description

### Le Lou bach, ou branle-bas
Cette danse se danse en ronde en se tenant les mains, sous la direction d'une personne servant de conducteur.

### Les sauts
Quatre danses individuelles requiérant de l'agilité: la crabe, le peyroutou, le mounein, et le moutchicou d'origine basque. Elles sont dansées dans le sens inverse des aiguilles de la montre.

### Les Lous Branlous
Comme les autres danses, elles peuvent être dansées en ronde, mais elles peuvent aussi être dansées en couples séparées les uns des autres. Les partenaires se tiennent par la main et executent des sauts en criant ou en chantant.